# 53 días de invierno
53 días de invierno es una película española dirigida por Judith Colell, protagonizada por Mercedes Sampietro, Alex Brendemühl, Celso Bugallo, Joaquim de Almeida y Maria de la Pau Pigem.

## Sinopsis
Tres personas se encuentran una noche de invierno en una parada de autobús. Los tres asisten al abandono de un perro. Mila (Mercedes Sampietro), una profesora de instituto que ha estado un año de baja tras sufrir una agresión por parte de uno de sus alumnos; Celso (Àlex Brendemühl), guardia jurado, casado, padre de un hijo y con graves problemas económicos, está a punto de enterarse de que va a ser padre pero esta vez de gemelos; y Valeria (Aina Clotet), estudiante de violoncelo, con una turbia relación familiar y amorosa.
Los tres personajes iniciarán un viaje a la deriva que les llevará a enfrentarse a sus miedos y frustraciones y a tomar cada uno de ellos una decisión al límite que cambiará sus vidas.

## Premios
52.ª edición de los Premios Sant Jordi
| Categoría                        | Persona         | Resultado |
| -------------------------------- | --------------- | --------- |
| Mejor actor en película española | Àlex Brendemühl | Ganador   |